# Emicellulosa
L'emicellulosa è un polisaccaride scarsamente solubile, strettamente associata alla cellulosa, dalla quale può essere estratta. Insieme costituiscono le fibre alimentari, sostanze commestibili di origine vegetale che di norma non vengono idrolizzate dagli enzimi secreti dall'apparato digerente umano.

## Descrizione
È un saccaride a basso peso molecolare di composizione irregolare. In contrapposizione alla cellulosa, la cui molecola lineare è formata da unità di solo glucosio, le emicellulose sono invece costituite da zuccheri differenti, in particolare zuccheri a cinque atomi di carbonio (pentosi come l'arabinosio e lo xilosio) e zuccheri a sei atomi di carbonio (oltre al glucosio anche mannosio e galattosio). Inoltre hanno una struttura ramificata e non fibrosa. La caratteristica principale delle emicellulose è la loro facile idratabilità, quando vengono in contatto con l'acqua; inoltre esse sono responsabili di numerose proprietà delle fibre, proprietà derivanti dalla struttura chimica. In natura le emicellulose sono amorfe e possiedono proprietà adesive; tendono pertanto a cementare o ad assumere un aspetto corneo tipico quando si disidratano, sono inoltre solubili in ambiente acquoso.
Attualmente si conoscono tre tipi di emicellulose:
- xilani (tegumento dei chicchi dei cereali, crusca)
- galattani/arabinolattani
- mannani/glucomannani.

Anche se non costituiscono substrato metabolico per l'ottenimento di energia, l'assunzione quotidiana di fibre tramite dieta è utile perché esse richiamano acqua nel lume intestinale determinando feci più fluide e voluminose, favoriscono una maggiore motilità intestinale, abbassano l'assorbimento di lipidi e colesterolo, inoltre sembrano possedere azione letale apoptotica nei confronti delle cellule tumorali (sempre dell'intestino).

## Biosintesi
La biosintesi avviene nell'apparato del Golgi ad opera di glicano sintasi e glicosiltransferasi.

## Reattività
I metodi per separare le emicellulose da altre matrici organiche e dividerli nelle diverse tipologie, coinvolgono tecniche di precipitazione e  centrifugazione, spesso usate in combinazione sfruttando la diversa reattività delle emicellulose stesse. Il metodo più vecchio consiste nel precipitare i complessi insolubili che si formano con i sali di rame. La separazione frazionata delle emicellulose acide dalle neutre usa sali d'ammonio quaternario a catena lunga (esempio il Cetavlon). Mannani e glucomannani reagiscono con soluzioni di idrossido di bario, probabilmente sfruttando gli idrossili cis-vicinali dei carboni 2 e 3, per formare complessi insolubili.